# Вейланд Давид Замелович
Давид Замелович Вейланд (латис. Davids Veilands, 18 жовтня 1881, Єкабнієкська волость Курляндської губернії, тепер Латвія — ?) — латиський радянський діяч, голова сільської ради села Бішу Тервецької волості Єлгавського повіту Латвійської РСР. Депутат Верховної ради СРСР 2-го скликання.

## Життєпис
Народився в бідній родині сільськогосподарського робітника. Навчався у волосній початковій школі. З дитячих років пас худобу, наймитував.
У 1896—1902 роках — наймит в Заленієкській волості Єлгавського повіту. Потім — учень в кооперативному магазині спілки споживчої кооперації.
Брав активну участь у революційних подіях 1905 року в Заленієках, очолював бойову групу, за що був заарештований царськими жандармами в січні 1906 року та ув'язнений. У березні 1907 року засуджений Ризьким військовим судом до вічного заслання в Сибіру. Був засланий до Туруханського краю, звідки втік. Потім перебував на нелегальному становищі, використовував чужі документи, шість разів був заарештований.
У 1922 році повернувся до Латвії. У 1922—1926 роках працював на лісопилці та на сільськогосподарській фермі в Тервецькій волості Єлгавського повіту. З 1926 року арендував землю, працював у сільському господарстві.
У 1944 році, після зайняття радянськими військами Латвії, був призначений «десятихатником» Тервецької волості Єлгавського повіту.
З червня 1945 року — голова сільської ради села Бішу Тервецької волості Єлгавського повіту Латвійської РСР.